# Zabaya
Zabaya was van ca. 1941 tot 1933 v.Chr. koning van Larsa.
Van de vier koningen van Larsa vóór Gungunum op de koningslijst van die stad is zo weinig bekend dat W. W. Hallo zelfs in 1971 heeft geopperd dat zij nooit echt koning geweest zijn. Dit is echter door latere vondsten niet juist gebleken. Er is een kleitablet dat zegt:
Zabaya rabiān Amurri mār Samium Ebabbara epuš
Zabaya, hoofd van de Amorieten, zoon van Samium, heeft de Ebabbar herbouwd.
Dit laat zien dat Zabaya inderdaad bestaan heeft en dat zijn voorganger op de koningslijst Samium ook bestaan heeft en zijn vader was. Bovendien hield Zabaya er blijkbaar een bouw- en herstelprogramma op na. In de roerige tijd na de verwoesting van Ur was dat waarschijnlijk geen luxe. Zabaya leefde in een duistere en chaotische tijd die als de tijd van Isin en Larsa bekend staat. Echter, hij noemt zichzelf niet "koning van Larsa". Wat dit betekent is niet duidelijk. Mogelijk was Larsa onderhorig aan een andere stad, zoals Isin. Mogelijk ook identificeerde Zabaya zich meer met zijn eigen volk, de Amorieten, dan met het Sumerische Larsa waar hij over heerste. Er is een zegel gevonden van ene "Ikūn-mišar, dienaar van Zabaya" die erop wijst dat hij wel degelijk koning was. Dergelijke verwijzingen waren namelijk in de regel naar machthebbers.
Er is een inscriptie uit Mashkan-shapir die hem vermeldt en waaruit blijkt dat deze stad al vroeg onder het bewind van Larsa viel, ook al verloren zijn opvolgers soms de controle erover.
Zabaya wordt genoemd in een erg fragmentarische brief gevonden in Girsu die handelt over een levering van honing en ghee aan Isin. Het lijkt erop dat Girsu onder Zabayas bewind stond maar de verhouding met Isin is minder duidelijk. Er is gesuggereerd (door Arnaud) dat Larsa in deze tijd een vazal van Isin was, maar daar is verder geen bewijs voor. 
Hij werd opgevolgd door zijn broer Gungunum.